# Elaeocarpus rivularis
Elaeocarpus rivularis är en tvåhjärtbladig växtart som beskrevs av François Gagnepain. Elaeocarpus rivularis ingår i släktet Elaeocarpus och familjen Elaeocarpaceae. Inga underarter finns listade i Catalogue of Life.